# Đại Chính tân tu Đại tạng kinh
Đại Chính tân tu Đại tạng kinh (kanji: 大正新脩大蔵経, romaji: Taishō Shinshū Daizōkyō), thường gọi tắt Đại Chính Tạng (大正藏, Taishōzō) hoặc Taishō Tripiṭaka trong tiếng Anh, là bộ Đại tạng kinh bằng chữ Hán do Hội Xuất bản các Kinh điển Quan trọng Taisho (大正一切經刊行會, Taishō Issai-kyō Kankō-kai) ấn hành từ năm 1924 đến năm 1934. Đại Chính Tạng là phiên bản Đại tạng kinh được sử dụng rộng rãi nhất và tương đối hoàn chỉnh trong giới học thuật, được sử dụng khắp nơi trên thế giới kể các phân khoa Phật học trong các trường Đại học Âu Mỹ.

## Giới thiệu
Đại Chính Tạng cơ bản dựa trên Bát vạn đại tạng kinh của Triều Tiên, được tập thành, bổ sung, san định và hiệu đính bởi các học giả Phật giáo danh tiếng của Nhật Bản thời bấy giờ như Takakusu Junjiro (高楠順次郎), Watanabe Kaikyoku (渡邊海旭), Ono Genmyo (小野玄妙)... Toàn tạng gồm 100 tập, tổng cộng 13.520 quyển, 80.634 trang, với hơn 12 vạn chữ. Cấu trúc Đại Chính Tạng được phân thành Chính tạng 55 tập gồm các bản kinh, luật, luận trong yếu; Tục tạng 30 tập gồm các kinh văn Hán ngữ của tông sư Phật giáo Nhật Bản và các nghi kinh, và Biệt quyển 15 tập (gồm 12 tập hình họa và 3 tập mục lục kinh văn sưu tầm được ghi nhận ở Nhật Bản đến thập niên 1930).
Đại Chính Tạng khi được xuất bản, là bộ tổng tập kinh điển Phật giáo lớn nhất và đầy đủ nhất thời bấy giờ, với tổng cộng 2920 bản kinh văn các loại. Mỗi bản kinh, luận đều được tham khảo, hiệu đính tỉ mỉ, đồng thời trong phần ghi chú còn chú thêm các thuật ngữ bằng tiếng Pali và Sankrit. Tuy nhiên, Đại Chính Tạng cũng bị các học giả hiện đại phê bình do xuất hiện nhiều sai sót trong khâu hiệu đính, làm giảm sút tính học thuật phải có đối với các phiên bản Đại tạng kinh tiêu chuẩn. Năm 1960, Hội Xuất bản Đại Chính tân tu Đại tạng kinh (大正新修大藏經刊行會, Taishō Shinshū Daizōkyō Kankō-kai) của Nhật Bản đã khởi xướng việc tái bản và sửa chữa một số sai sót trong lần in đầu tiên..

## Cấu trúc
| Đại Chính tân tu Đại tạng kinh (kanji: 大正新脩大藏經, romaji: Taishō Shinshū Daizōkyō) | Đại Chính tân tu Đại tạng kinh (kanji: 大正新脩大藏經, romaji: Taishō Shinshū Daizōkyō) | Đại Chính tân tu Đại tạng kinh (kanji: 大正新脩大藏經, romaji: Taishō Shinshū Daizōkyō) | Đại Chính tân tu Đại tạng kinh (kanji: 大正新脩大藏經, romaji: Taishō Shinshū Daizōkyō) | Đại Chính tân tu Đại tạng kinh (kanji: 大正新脩大藏經, romaji: Taishō Shinshū Daizōkyō) |
| Bộ kinh                                                                                 | Tập kinh                                                                                | Số kinh                                                                                 | Nhóm kinh                                                                               | Ghi chú                                                                                 |
| --------------------------------------------------------------------------------------- | --------------------------------------------------------------------------------------- | --------------------------------------------------------------------------------------- | --------------------------------------------------------------------------------------- | --------------------------------------------------------------------------------------- |
| A-hàm Bộ (zh. 阿含部; ja. Agon-bu; sa. Āgama)                                           | 01–02                                                                                   | 1–151                                                                                   | Trường A-hàm                                                                            | Gồm 151 bộ kinh, cộng 460 quyển                                                         |
| A-hàm Bộ (zh. 阿含部; ja. Agon-bu; sa. Āgama)                                           | 01–02                                                                                   | 1–151                                                                                   | Trung A-hàm                                                                             | Gồm 151 bộ kinh, cộng 460 quyển                                                         |
| A-hàm Bộ (zh. 阿含部; ja. Agon-bu; sa. Āgama)                                           | 01–02                                                                                   | 1–151                                                                                   | Tạp A-hàm                                                                               | Gồm 151 bộ kinh, cộng 460 quyển                                                         |
| A-hàm Bộ (zh. 阿含部; ja. Agon-bu; sa. Āgama)                                           | 01–02                                                                                   | 1–151                                                                                   | Tăng nhất A-hàm                                                                         | Gồm 151 bộ kinh, cộng 460 quyển                                                         |
| Bổn duyên Bộ (zh. 本緣部; ja. Hon'en-bu; sa. Jātaka)                                    | 03–04                                                                                   | 152–219                                                                                 | Bổn duyên                                                                               | Gồm 68 bộ kinh, cộng 184 quyển                                                          |
| Bát-nhã Bộ (zh. 般若部; ja. Hannya-bu; sa. Prajñapāramitā)                              | 05–08                                                                                   | 220–261                                                                                 | Bát-nhã                                                                                 | Gồm 42 bộ kinh, cộng 806 quyển                                                          |
| Pháp hoa Bộ (zh. 法華部; ja. Hokke-bu; sa. Saddharma Puṇḍarīka)                         | 09a                                                                                     | 262–277                                                                                 | Pháp hoa                                                                                | Gồm 48 bộ kinh, cộng 188 quyển                                                          |
| Hoa nghiêm Bộ (zh. 華嚴部; ja. Kegon-bu; sa. Avataṃsaka)                                | 09b–10                                                                                  | 278–309                                                                                 | Hoa nghiêm                                                                              | Gồm 48 bộ kinh, cộng 188 quyển                                                          |
| Bảo tích Bộ (zh. 寶積部; ja. Hōshaku-bu; sa. Ratnakūṭa)                                 | 11–12a                                                                                  | 310–373                                                                                 | Bảo tích                                                                                | Gồm 87 bộ kinh, cộng 303 quyển                                                          |
| Niết-bàn Bộ (zh. 涅槃部; ja. Nehan-bu; sa. Nirvāṇa)                                     | 12b                                                                                     | 374–396                                                                                 | Niết-bàn                                                                                | Gồm 87 bộ kinh, cộng 303 quyển                                                          |
| Đại tập Bộ (zh. 大集部; ja. Daishū-bu; sa. Mahāsannipāta)                               | 13                                                                                      | 397–424                                                                                 | Đại tập                                                                                 | Gồm 28 bộ kinh, cộng 71 quyển                                                           |
| Kinh tập Bộ (zh. 經集部; ja. Kyōshū-bu; sa. Sūtrasannipāta)                             | 14–17                                                                                   | 425–847                                                                                 | Kinh tập                                                                                | Gồm 423 bộ kinh                                                                         |
| Mật giáo Bộ (zh. 密教部; ja. Mikkyō-bu; sa. Tantra)                                     | 18–21                                                                                   | 848–1420                                                                                | Kinh văn Mật tông                                                                       | Gồm 573 bộ kinh                                                                         |
| Luật Bộ (zh. 律部; ja. Ritsu-bu; sa. Vinaya)                                            | 22–24                                                                                   | 1421–1504                                                                               | Giới luật                                                                               | Gồm 84 bộ kinh                                                                          |
| Thích kinh luận Bộ (zh. 釋經論部; ja. Shakukyōron-bu; sa. Sūtravyākaraṇa)               | 25–26a                                                                                  | 1505–1535                                                                               | Giải nghĩa kinh nguyên thủy                                                             | Gồm 59 bộ kinh                                                                          |
| Tì-đàm Bộ (zh. 毗曇部; ja. Bidon-bu; sa. Abhidharma)                                    | 26b–29                                                                                  | 1536–1563                                                                               | Phân tích luận                                                                          | Gồm 59 bộ kinh                                                                          |
| Trung quán Bộ loại (zh. 中觀部類; ja. Chūgan-burui; sa. Mādhyamaka)                     | 30a                                                                                     | 1564–1578                                                                               | Kinh văn Trung quán tông                                                                | Gồm 64 kinh                                                                             |
| Du-già Bộ loại (zh. 瑜伽部類; ja. Yuga-burui; sa. Yogācāra)                             | 30b–31                                                                                  | 1579–1627                                                                               | Kinh văn Duy thức tông                                                                  | Gồm 64 kinh                                                                             |
| Luận tập Bộ (zh. 論集部; ja. Ronshū-bu; sa. Śāstra)                                     | 32                                                                                      | 1628–1692                                                                               | Chuyên luận                                                                             | Gồm 65 bộ kinh, cộng 194 quyển                                                          |
| Kinh sớ Bộ (zh. 經疏部; ja. Kyōsho-bu; sa. Sūtravibhāṣa)                                | 33–39                                                                                   | 1693–1803                                                                               | Giải nghĩa kinh Đại thừa                                                                | Gồm 111 bộ kinh                                                                         |
| Luật sớ Bộ (zh. 律疏部; ja. Rissho-bu; sa. Vinayavibhāṣa)                               | 40a                                                                                     | 1804–1815                                                                               | Giải nghĩa luật                                                                         | Gồm 47 bộ kinh                                                                          |
| Luận sớ Bộ (zh. 論疏部; ja. Ronsho-bu; sa. Śāstravibhāṣa)                               | 40b–44a                                                                                 | 1816–1850                                                                               | Giải nghĩa luận                                                                         | Gồm 47 bộ kinh                                                                          |
| Chư tông Bộ (zh. 諸宗部; ja. Shoshū-bu; sa. Sarvasamaya)                                | 44b–48                                                                                  | 1851–2025                                                                               | Giáo lý bộ phái                                                                         | Gồm 175 bộ kinh                                                                         |
| Sử truyện Bộ (zh. 史傳部; ja. Shiden-bu)                                                | 49–52                                                                                   | 2026–2120                                                                               | Truyện về các nhân vật Phật giáo                                                        | Gồm 95 bộ kinh                                                                          |
| Sự vị Bộ (zh. 事彙部; ja. Jii-bu)                                                       | 53–54a                                                                                  | 2121–2136                                                                               | Bách khoa                                                                               | Gồm 64 bộ kinh                                                                          |
| Ngoại giáo Bộ (zh. 外教部; ja. Gekyō-bu)                                                | 54b                                                                                     | 2137–2144                                                                               | Bàn về các tôn giáo khác                                                                | Gồm 64 bộ kinh                                                                          |
| Mục lục Bộ (zh. 目錄部; ja. Mokuroku-bu)                                                | 55                                                                                      | 2145–2184                                                                               | Mục lục                                                                                 | Gồm 64 bộ kinh                                                                          |
| Tục Kinh sớ Bộ (zh. 續經疏部; ja. Zokukyōsho-bu)                                        | 56–61                                                                                   | 2185-2245                                                                               | Giải nghĩa kinh bổ túc                                                                  | Các giải nghĩa kinh của Phật giáo Nhật Bản                                              |
| Tục Luật sớ Bộ (zh. 續律疏部; ja. Zokurissho-bu)                                        | 62                                                                                      | 2246-2248                                                                               | Giải nghĩa luật bổ túc                                                                  | Các giải nghĩa luật của Phật giáo Nhật Bản                                              |
| Tục Luận sớ Bộ (zh. 續論疏部; ja. Zokuronsho-bu)                                        | 63–70a                                                                                  | 2249-2295                                                                               | Giải nghĩa luận bổ túc                                                                  | Các giải nghĩa luận của Phật giáo Nhật Bản                                              |
| Tục Chư tông Bộ (zh. 續諸宗部; ja. Zokushoshū-bu)                                       | 70b–84a                                                                                 | 2296-2700                                                                               | Giải nghĩa giáo lý bộ phái bổ túc                                                       | Các giải nghĩa giáo lý bộ phái của Phật giáo Nhật Bản                                   |
| Tất-đàm Bộ (zh. 悉曇部; ja. Shittan-bu)                                                 | 84b                                                                                     | 2701–2731                                                                               | Chữ Tất-đàm                                                                             | Bàn về văn tự Siddhaṃ                                                                   |
| Cổ dật Bộ (zh. 古逸部; ja. Koitsu-bu)                                                   | 85a                                                                                     | 2732–2864                                                                               | Tích cũ                                                                                 | Các điển tích cổ xưa                                                                    |
| Nghi tự Bộ (zh. 疑似部; ja. Giji-bu)                                                    | 85b                                                                                     | 2865–2920                                                                               | Nghi kinh                                                                               | Các kinh văn chưa xác định                                                              |
| Đồ tượng Bộ (zh. 圖像部; ja. Zuzō-bu)                                                   | 86–97                                                                                   |                                                                                         | Hình ảnh minh họa                                                                       | Chú giải hình ảnh Phật giáo tiêu chuẩn, có phụ trang)                                   |
| Chiêu Hòa Pháp bảo Tổng mục lục (zh. 昭和法寶 總目錄; ja. Shōwa Hōbō Sōmokuroku)        | 98–100                                                                                  | Mục lục                                                                                 | Danh mục các bộ sưu tập thánh thư và các ấn bản kinh điển                               |                                                                                         |